# 嚴謹 (明朝)
嚴謹（1478年—？年），字惟寅，万全都司蔚州衛軍籍南直隶扬州府江都縣人。

## 生平
治《易經》，行一，由州學生中式丁卯科（1507年）山西鄉試第三十七名舉人，年三十一歲中式正德三年（1508年）戊辰科會試第一百八十名，第三甲第一百十九名進士。官祁州知州。

## 家族
曾祖嚴貴。祖父嚴通。父嚴肅。母許氏。慈侍下。